# Фейринг Тэппер, Берта
Берта Фейринг Тэппер (англ. Bertha Feiring Tapper; 25 января 1859, Кристиания — 2 сентября 1915, Бостон) — американская пианистка и музыкальный педагог норвежского происхождения. Жена музыковеда Томаса Тэппера.
Училась в Кристиании у Юхана Свенсена и Агаты Баккер-Грёндаль, затем окончила в 1878 году Лейпцигскую консерваторию. С 1881 года жила и работала в США, в 1889—1895 годах преподавала в Консерватории Новой Англии. Затем по рекомендации Игнаца Падеревского отправилась в Вену совершенствовать своё мастерство под руководством Теодора Лешетицкого. Позднее преподавала в Институте музыкального искусства, где среди её учеников, в частности, были Лев Орнштейн и Кей Свифт.
Была дружна с Эдвардом Григом, подготовила к печати американское издание его фортепианных пьес (англ. Piano lyrics and shorter compositions; 1910) с биографическим очерком.